# Amfepramon
Amfepramon je depresant apetita. Smatra se da u manjoj meri uzrokuje poremećaje u centralnom nervnom sistemu od većine drugih lekova ove terapeutske kategorije. Takođe se smatra da je on među najbezbednijim lekovima za patijente sa hipertenzijom.

## Spoljašnje veze
|  | Molimo Vas, obratite pažnju na važno upozorenje u vezi sa temama iz oblasti medicine (zdravlja). |